# Jürg Honegger
Jürg Honegger (* um 1940) ist ein Schweizer Badmintonspieler. 

## Karriere
Jürg Honegger war einer der bedeutendsten Badmintonspieler der Schweiz in den 1960er Jahren. 1962 gewann er dort seinen ersten Titel im Herrendoppel mit Heinz Honegger. Sieben weitere gemeinsame Doppeltitel folgten bis 1970. 1963, 1967 und 1968 gewann Honegger ebenfalls den Herreneinzeltitel. 

## Sportliche Erfolge
| Saison | Veranstaltung                   | Disziplin    | Platz | Name                           |
| ------ | ------------------------------- | ------------ | ----- | ------------------------------ |
| 1962   | Schweizer Einzelmeisterschaften | Herrendoppel | 1     | Jürg Honegger / Heinz Honegger |
| 1963   | Schweizer Einzelmeisterschaften | Herreneinzel | 1     | Jürg Honegger                  |
| 1963   | Schweizer Einzelmeisterschaften | Herrendoppel | 1     | Jürg Honegger / Heinz Honegger |
| 1964   | Schweizer Einzelmeisterschaften | Herrendoppel | 1     | Jürg Honegger / Heinz Honegger |
| 1966   | Schweizer Einzelmeisterschaften | Herrendoppel | 1     | Jürg Honegger / Heinz Honegger |
| 1967   | Schweizer Einzelmeisterschaften | Herreneinzel | 1     | Jürg Honegger                  |
| 1967   | Schweizer Einzelmeisterschaften | Herrendoppel | 1     | Jürg Honegger / Heinz Honegger |
| 1968   | Schweizer Einzelmeisterschaften | Herreneinzel | 1     | Jürg Honegger                  |
| 1968   | Schweizer Einzelmeisterschaften | Herrendoppel | 1     | Jürg Honegger / Heinz Honegger |
| 1969   | Schweizer Einzelmeisterschaften | Herrendoppel | 1     | Jürg Honegger / Heinz Honegger |
| 1970   | Schweizer Einzelmeisterschaften | Herrendoppel | 1     | Jürg Honegger / Heinz Honegger |